# Aketza Peña Iza
Aketza Peña Iza (Zalla, 4 maart 1981) is een Spaans voormalig wielrenner.

## Carrière
Peña Iza werd beroepsrenner in 2004 bij de Baskische Euskaltel-Euskadi ploeg. Aketza Peña won nooit een wedstrijd, al werd hij in de slotrit van de Ronde van Castilië en León 2006 knap tweede, achter Aleksandr Vinokoerov.
De in Zalla geboren Bask reed twee keer de Ronde van Spanje, in 2005 eindigde hij als 96ste, een jaar later werd hij 52ste.

## Erelijst
2003
- 3e in 4e etappe deel B Bidasoa Itzulia
- 3e in Eindklassement Vuelta Ciclista a Navarra
- 2e in 3e etappe Vuelta al Goierri

2005
- 2e in 2e etappe Euskal Bizikleta
- 3e in Eindklassement Euskal Bizikleta

2006
- 2e in 5e etappe Vuelta Castilla y Leon

## Resultaten in voornaamste wedstrijden
| Jaar | Ronde van Italië | Ronde van Frankrijk | Ronde van Spanje |
| ---- | ---------------- | ------------------- | ---------------- |
| 2005 |                  |                     | 96e              |
| 2006 |                  |                     | 52e              |
| 2007 | opgave           |                     |                  |

| Jaar | Milaan-San Remo | Ronde van Vlaanderen |
| ---- | --------------- | -------------------- |
| 2005 |                 | 60e                  |
| 2006 |                 |                      |
| 2007 | 150e            |                      |